# Bumin
Bumin (mort el 552) fou el primer gran kan dels turcs.
Els turcs eren al segle vi una horda vassalla dels joan-joan i eren coneguts com a T'ou-kiue pels xinesos (Turküt o Türk en turc, traduït per "fort"). Tenien com a kan a T'ou-men (en xinès) més conegut per la seva transcripció de Bumin, que era un vassall lleial. Bumin, després de denunciar a l'horda dels tolös, rebel als joan-joan, va demanar en agraïment (vers 547) la mà d'una princesa joan-joan, però li fou negada. Llavors Bumin es va aliar als Si Wei del nord-oest de la Xina que li van concedir la mà d'una princesa imperial xinesa (551). A la guerra que va seguir amb els joan-joan, Bumin va conquerir tota Mongòlia i en va expulsar els joan-joan. Va establir la seva capital a l'alt Orkhon.
Bumin va morir el 552 i els seus dominis es van repartir entre els dos fills: Muhan (553-572) kan dels turcs que va dominar sobre les hordes orientals, i Istami, yabghu (príncep) supeditat a l'anterior, que va governar sobre les hordes occidentals i foren l'origen dels anomenat kanat dels turcs occidentals i kanat dels turcs orientals.